# Arba Minč
Arba Minč (amharski: četrdeset izvora, engleski: Arba Minch) je grad na jugu Etiopije, znan i po imenima Gantar i Minghi. Grad se nalazi u Zoni Semien Omo u Regiji Južnih naroda, narodnosti i etničkih grupa oko 500 kilometara južno od Adis Abebe, na nadmorskoj visini od 1285 metara.

## Osobine
Arba Minč je dobio ime po brojnim izvorima kojima obiluje, obilje vode povoljno djeluje na rast šuma u okolici grada. Smješten u podnožju zapadne strane Velike rasjedne doline (Great Rift Valley), Arba Minč se zapravo sastoji od dva grada; Šeče, dijela grada sa zgradama uprave i Sikelije 4 kilometra udaljenog stambeno poslovnog dijela grada. Istočno od Sikelije nalazi se ulaz u Nacionalni park Nečisar, koji se prostire na prevlaci između jezera Abaje na sjeveru i jezera Čama na jugu.
Arba Minč je sjedište kraja poznatog po proizvodnji brojnog voća; manga, banana, naranača, jabuka, gvajava i ananasa, poznat je i po svojim brojnim ribnjacima. Grad je sjedište Sveučilišta i Etiopske evangeličke crkve Mekane Jesus. Ima novu zračnu luku - Arba Minč (ICAO kod HAAM, IATA kod AMH)

## Povijest
Arba Minč počeo se razvijati kad je umjesto dotadašnje Čenče postao upravno sjedište bivše Pokrajine Gamu-Gofa. Novim etipskim ustavom iz 1995. to više nije, već je samo sjedište Zone Semien Omo.
Norveški Luterani otvorili su svoju misiju u Arba Minču 1970., ona je ubrzo utemeljila trgovačku školu, misiju i školu preuzela je Etiopska evangelička crkva Mekane Jesus.
Na velikoj svečanosti 6. svibnja 1992. kojoj je nazočio i etiopski premijer Tamirat Layne otvorena je tekstila tvornica u Arba Minču, ona će proizvoditi miješane tkanine od poliestera i pamuka.

## Stanovništvo
Prema podacima Središnje statističke agencije Etiopije -(CSA) za 2005., Arba Minč imao je ukupno 72,507 stanovnika, od toga je 36,296 bilo muškaraca, i 36,211 žena.

## Događanja
Arba Minč je mjesto održavanja tradicionalnog godišnjeg festivala Tisuću zvijezde glazbe i plesa, koji nastoji očuvati i razviti autoktone plesove, pjesme, umjetnost i kulturu, više od 50 naroda i narodnosti Regije Južnih naroda, narodnosti i etničkih grupa. Festival organizira lokalna organizacija Gughe, udruga za autoktonu umjetnost i glazbu, uz novčanu potporu američke organizacije The Christensen Fund iz Palo Alta u Kaliforniji.

## Vanjske poveznice
- Fotografije iz Arba Minča
- Gughe, udruga za autoktonu umjetnost i glazbu (engl.)